# アゲるテレビ
『アゲるテレビ』は、2013年4月1日から9月27日まで、フジテレビ系列で平日午後に生放送されていたワイドショー・情報番組。

## 概説

### 番組開始までの経緯
前番組『知りたがり!』（枠移動後の第2期）が視聴率低迷などによって1年で終了。同番組第2期から放送時間（平日の14・15時台）、第1部（ネットワークセールス枠）と第2部（ローカルセールス枠）による2部構成、14:58の飛び降りポイント、主なスタッフなどを引き継いだ上で放送を開始した。ただし、伊藤利尋（フジテレビアナウンサー）・住吉美紀・田村淳（ロンドンブーツ1号2号）は揃って降板したほか、放送時間は『知りたがり!』から2分繰り上げ・20分短縮。第2部も通常時にネットする局は同番組時代の6局から3局に減っている。

### 主な出演者・番組キャラクター
制作発表の時点では、大塚範一（フジテレビ系列『めざましテレビ』初代男性総合司会で元NHKアナウンサー）と西尾由佳理（セント・フォース所属のフリーアナウンサー、元日本テレビアナウンサー）のコンビで総合司会を務めることになっていた。急性リンパ性白血病の療養で2011年11月からメディアでの活動を休止していた大塚にとっては、本番組が活動再開後初のレギュラー番組となる予定だった。
しかし大塚は、番組開始直前の2013年3月に受診した定期検査で、白血病の再発が判明。再び治療に専念することになったため、結局最終回まで1度も出演することがなかった。
フジテレビでは、本番組での大塚の扱いについて、「降板ではない。回復して番組に出演できる状態になれば、復帰をお願いすることになる」との見解を示していた。そのため、番組開始から情報キャスターの中村光宏（フジテレビアナウンサー）が西尾とともに総合司会を担当していた（中村光宏の扱いは「総合司会代行」に近い）。その後、2013年6月10日放送分より同じくフジテレビアナウンサーの軽部真一が総合司会に加わり、中村は本来の情報キャスターを担当。
なお西尾は、日本テレビアナウンサー時代の2011年3月まで、『ズームイン!!SUPER』（日本テレビ系列、当時の『めざましテレビ』の裏番組）の2代目女性総合司会であった。同年8月に日本テレビを退社。フジテレビでは、本番組で初めてレギュラーを務める。初回放送のオープニングでは、「大塚さんとスタートが切れなくて残念」と述べていた。
また、2013年3月まで産前産後休業を取得していた武田祐子・佐々木恭子・中村仁美（いずれもフジテレビアナウンサー）が、本番組のコーナーレギュラーとして番組出演を再開。武田は、番組キャラクター『アゲるん』の声を担当している。中村仁美は休養後最初の出演となった。
本番組終了後に大塚は退院し同年10月の『めざましテレビ』のスペシャルに生電話出演し、近況を報告した。

### 放送内容
本番組のキーワードは、日本人にとって「優れた能力」「最も得意」とされている「イノベーション」。本番組では、『めざましテレビ』での企画と連動させることを視野に、身近な暮らしやライフスタイルなどを「イノベート」するものを取り上げる。また、放送中には春風亭昇吉（東京大学出身の落語家・気象予報士）による生中継コーナー「SHOW UP STREET」を随時挿入。「イマつぶ」を通じて、視聴者からのメッセージを受付・紹介している。
事件や芸能人のスキャンダルについては、社会性・緊急性の強いトピックスだけを手短に伝える。詳しい解説を要するトピックスについては、『知りたがり』第2期のような大型のモニター・ボードを使わずに、専ら映像と字幕で紹介する。

### 低迷する視聴率・半年で打ち切り
関東地区における初回の視聴率は2.1%（第1部）・1.9%（第2部）だった。開始1週目から一部パートまたは両パートで1%台を複数日記録する、前番組『知りたがり!』より数字が下がるなど、大きく低迷しているが、フジテレビの2013年4月度定例会見において、フジテレビ社長（当時）の豊田皓は「新しいので定着するのに少し時間がかかる」と分析している。また、低視聴率により局内外から本番組を対外的に「サゲるテレビ」と揶揄されたりしていた。
フジテレビの2013年5月度定例会見において、豊田はその現状を認め、「重点的にテコ入れをしていきたい」と明かし、同年6月10日から軽部投入などの大幅リニューアルが敢行された。
リニューアル前の2013年5月の月間平均視聴率は2.1%、同年6月も最高視聴率は2%台、リニューアル後の2013年6月10日から7月4日までの平均視聴率も2.3%となっているなど、テコ入れ効果は出なかった。フジテレビの2013年7月度定例会見において、フジテレビ社長（当時）の亀山千広は相変わらず苦戦している現状を認めていた。
裏番組の『情報ライブ ミヤネ屋』（読売テレビ・日本テレビ系）に押されたため、フジテレビは情報番組としては異例の僅か半年で打ち切りを決定した（以前に放送されていた『わかってちょーだい!』と同様。）。なお、同年9月30日以降、前座番組『東海テレビ制作昼の帯ドラマ』枠は終了時刻が14:00に復され、フジテレビにおける14:00 - 16:50枠は2時間ドラマや連続ドラマの再放送枠『ドラマチックα』となるが、他の系列局では同時間帯に自主編成を行うことから、14:00 - 14:58はネットワークセールス枠からローカルセールス枠に変更された（末記のそれぞれの時間枠における「次番組」の項目を参照）。以降、『直撃LIVE グッディ!』が2015年3月30日に開始されるまでの午後のワイドショー枠は1年半で中断となった。

## 放送時間
- 第1部：月 - 金曜日 13:58 - 14:58（JST）、ネットワークセールス枠
- 第2部：月 - 金曜日 14:58 - 15:30（JST）、フジテレビ系列3局ネット（ローカルセールス枠、フジテレビ・新潟総合テレビ・テレビ熊本）

## 出演者
西尾、昇吉、コメンテーター、ナレーター以外は全員フジテレビアナウンサー。
総合司会
- 西尾由佳理（フリーアナウンサー）
- 軽部真一 - 2013年6月10日から[8]。

情報キャスター
- 中村光宏 - 2013年6月7日までは事実上の男性総合司会であった。

ニュースキャスター
- 石本沙織 - 『知りたがり!』（第2期）から続投。『FNNスーパーニュース』を兼務。

エンタメキャスター
- 佐々木恭子[2] - 『知りたがり!』（第1期）にもレギュラーで出演。当番組では「アゲるエンタ」を担当する一方で、他のコーナーにもスタジオパネラーとして登場。

気象キャスター
- 春風亭昇吉（落語家、気象予報士）[2]

リポーター
- 「ゴゴ調」または「お悩み解決!アゲるアンサー」を担当。調査の内容によっては、上記以外のアナウンサーや番組スタッフが調査に赴くこともあった。
  - 中村仁美（月曜日）
  - 田淵裕章（火曜日）
  - 斉藤舞子（水曜日）
  - 戸部洋子（木曜日）
  - 桜庭亮平（金曜日） - 『知りたがり!』（第2期）から続投

アゲメン
- 日替わりコメンテーター（1名）
2013年4月12日までは番組サイドが「実際に日本をアゲている（活気付かせている）」と見込んだメンズ（男性）の総称として用いており、企業経営者やクリエーターなどの男性が出演していた。同年4月15日以降は先述の男性のみならず、著名な活動歴のある女性も出演するようになった。同年6月7日をもって「アゲメン」は廃された。同年6月10日から放送終了まではこれに代わって、日替わりのタレントまたは俳優が1名出演した[8]。

アゲるん
- 武田祐子（声の出演）

ナレーター
- 鈴木まどか
- 永田義和

出演者が不在で代理出演者が出た事例
- 2013年4月16日：火曜「ゴゴ調」担当の田淵が不在だった為、月曜「ゴゴ調」担当の中村仁美が代理で担当した。
- 2013年5月10日：金曜「ゴゴ調」担当の桜庭が不在だった為、月曜「ゴゴ調」担当の中村仁美が代理で担当した。
- 2013年8月5日 - 9日：軽部が夏休みだった為、中村光宏が代理で総合司会を担当した。
- 2013年9月9日 - 13日：石本が夏休みだった為、日替わりアナが担当した。

## レギュラーコーナー
曜日別コーナーは設けられていない。○印は先述のリニューアル以降に新設されたコーナー。日によって第1部のコーナーの放送順が一部異なることがある。
○「アナタはどっち？」
第1部前半で放送。日ごとにテーマが設定され、データ放送を利用し、2択のアンケートを取る。テーマに沿った専門家も解説に加わる。
「報道センターからの最新NEWS」
第1部中盤でフジテレビの報道センターから、石本が最新のニュース（FNN NEWS）を伝える。
「アゲるエンタ」
第1部後半で放送。佐々木が進行・インタビュアーを務めるコーナー。コーナー前半では最新の芸能ニュースをピックアップしてまとめて紹介する。後半では注目の芸能人に対する「アゲるインタビュー」や、話題の音楽、映画、アート、本、人物を「大人のエンターテイメント」として特集する。また、当日（金曜の場合は土曜・日曜も）の夜にフジテレビ系列で放送する番組のミニ特集も放送する。
「アゲトピ」
第2部で放送。
「ゴゴ調」
第2部で放送。『めざましテレビ』内の調査コーナー「ココ調」とのコラボレーション企画で、放送上の呼称は「ごごしら」。「ココ調」で取り扱ったテーマを、午後帯の視聴者層に合わせて“イノベーション”する。中村仁美・田淵・斉藤・戸部・桜庭が日替わりで担当する。
「ココ調」と同じく、フジテレビのアナウンサーが日替わりで調査員を担当。調査VTRに白いジャンパー姿で登場する他、VTRを放送する日にはスタジオへ出演する。
「お悩み解決!アゲるアンサー」放送時には休止。
○「お悩み解決!アゲるアンサー」
第2部で「ゴゴ調」休止時に放送。
○「視聴者と昇吉がなぞかけ対決」
第2部で放送。

### 過去のコーナー
「アゲるNEWS」
“気分が上がる”を合言葉に、ワクワクする最先端の商品・サービス・ブームをどこよりも速く伝えるニュース特集。
当コーナーのみ「アゲメン」に加えて、フジテレビ報道局（主に経済部）の解説委員・デスクもコメンテーターとして出演。紹介した商品・サービス・ブームのポイントや背景を、「ココアゲ」と称して手短に解説する。また、取材の対象によっては、中村光宏がVTRリポーターを兼ねることもある。
「アゲメンの極意」
第1部で放送。アゲメンが私見や提言を述べるコーナー。
「まるみせクルーズ」
「疑似体験」をコンセプトに、話題のスポット・イベント・エンターテインメントや、斬新な発想による調理法などを、裏側までまるっとまるごと紹介する映像取材コーナー。映像にはリポーターが登場しないため、CGで作られた「アゲるん」が、武田の声でナビゲーターを務める。
「UP 3:00」
第2部で放送。スタジオから総合司会（放送開始時点では西尾・中村光宏）が伝える15:00頃（第2部）のフラッシュニュース。最新のトピックスをまとめて伝える。
2013年4月12日までは「UP 3:00」と同様に第1部でも14:00頃に「UP 2:00」も別途あった。
「SHOW UP STREET」
春風亭昇吉による“神出鬼没の生中継”で、数回に分けて放送。世の中の「アゲるスポット」「アゲる人」を紹介する。中継先によっては、当コーナーに加えて、「アゲるNEWS」にも中継を組み込むことがある。
第1部では、中継先から全国向けの天気予報も放送。当日の15 - 24時を対象にした3時間単位の予報（全国10地点）→放送翌日の予報（全国13地点）→週間天気（札幌・仙台・東京・名古屋・大阪・福岡）の順に伝える。また、当番組の放送中に東京近辺の地域が異常気象に見舞われている場合には、全編を気象中継に差し替える。
当コーナーの中継では最新鋭のポータブル中継システムを使用。中継映像にもその旨を字幕で画面の上部に表示している。また放送中には「イマつぶ」を通じて、昇吉へのメッセージを募集。その一部を投稿者のハンドルネームと共に、中継映像の下部で随時紹介している。なお気象中継として放送する場合には、「イマつぶ」を通じて視聴者から居住地・滞在地の気象に関する情報を受け付ける。

## テーマソング
- きゃりーぱみゅぱみゅ「Point of view」（番組の開始に向けたきゃりーの書き下ろし曲）

## ネット局
- 前番組『知りたがり!』と同様に、第2部はローカルセールス枠のため、第2部を通常時〇としていた局でも、編成の都合で臨時に×に変更する場合があった。
- □…編成上は15:00まで。

| 放送対象地域  | 放送局                    | 系列                                         | 第1部 月曜 - 金曜 13:58 - 14:58 | 第2部 月曜 - 金曜 14:58 - 15:30 | 備考       |
| ------------- | ------------------------- | -------------------------------------------- | ------------------------------- | ------------------------------- | ---------- |
| 関東広域圏    | フジテレビ（CX）          | フジテレビ系列                               | 〇                              | 〇                              | 【制作局】 |
| 新潟県        | 新潟総合テレビ（NST）     | フジテレビ系列                               | 〇                              | 〇                              | [ 注 4 ]   |
| 熊本県        | テレビ熊本（TKU）         | フジテレビ系列                               | 〇                              | 〇                              |            |
| 北海道        | 北海道文化放送（uhb）     | フジテレビ系列                               | 〇                              | ×                               |            |
| 岩手県        | 岩手めんこいテレビ（mit） | フジテレビ系列                               | 〇                              | ×                               |            |
| 宮城県        | 仙台放送（OX）            | フジテレビ系列                               | 〇                              | ×                               |            |
| 秋田県        | 秋田テレビ（AKT）         | フジテレビ系列                               | 〇                              | ×                               |            |
| 山形県        | さくらんぼテレビ（SAY）   | フジテレビ系列                               | 〇                              | ×                               |            |
| 福島県        | 福島テレビ（FTV）         | フジテレビ系列                               | 〇                              | ×                               |            |
| 長野県        | 長野放送（NBS）           | フジテレビ系列                               | 〇                              | ×                               | □          |
| 静岡県        | テレビ静岡（SUT）         | フジテレビ系列                               | 〇                              | ×                               |            |
| 富山県        | 富山テレビ（BBT）         | フジテレビ系列                               | 〇                              | ×                               | □          |
| 石川県        | 石川テレビ（ITC）         | フジテレビ系列                               | 〇                              | ×                               |            |
| 福井県        | 福井テレビ（FTB）         | フジテレビ系列                               | 〇                              | ×                               |            |
| 中京広域圏    | 東海テレビ（THK）         | フジテレビ系列                               | 〇                              | ×                               |            |
| 近畿広域圏    | 関西テレビ（KTV）         | フジテレビ系列                               | 〇                              | ×                               | [ 注 5 ]   |
| 島根県･鳥取県 | 山陰中央テレビ（TSK）     | フジテレビ系列                               | 〇                              | ×                               |            |
| 岡山県･香川県 | 岡山放送（OHK）           | フジテレビ系列                               | 〇                              | ×                               | [ 注 6 ]   |
| 広島県        | テレビ新広島（tss）       | フジテレビ系列                               | 〇                              | ×                               |            |
| 愛媛県        | テレビ愛媛（EBC）         | フジテレビ系列                               | 〇                              | ×                               |            |
| 高知県        | 高知さんさんテレビ（KSS） | フジテレビ系列                               | 〇                              | ×                               |            |
| 福岡県        | テレビ西日本（TNC）       | フジテレビ系列                               | 〇                              | ×                               | [ 注 7 ]   |
| 佐賀県        | サガテレビ（STS）         | フジテレビ系列                               | 〇                              | ×                               |            |
| 長崎県        | テレビ長崎（KTN）         | フジテレビ系列                               | 〇                              | ×                               |            |
| 大分県        | テレビ大分（TOS）         | 日本テレビ系列 フジテレビ系列                | 〇                              | ×                               |            |
| 宮崎県        | テレビ宮崎（UMK）         | フジテレビ系列 日本テレビ系列 テレビ朝日系列 | 〇                              | ×                               |            |
| 鹿児島県      | 鹿児島テレビ（KTS）       | フジテレビ系列                               | 〇                              | ×                               | □          |
| 沖縄県        | 沖縄テレビ（OTV）         | フジテレビ系列                               | 〇                              | ×                               |            |

## スタッフ
- 演出：高橋龍平
- プロデューサー：安田美智代→臼田玄明、大林潤
- チーフプロデューサー：西村陽次郎[2][8]
- ゼネラルプロデューサー：角谷公英
- 製作著作：フジテレビ